# Nikanoria szelenyii
Nikanoria szelenyii är en stekelart som beskrevs av Zerova 1974. Nikanoria szelenyii ingår i släktet Nikanoria och familjen kragglanssteklar.
Artens utbredningsområde är:
- Bulgarien.
- Kazakstan.
- Azerbajdzjan.
- Ukraina.

Inga underarter finns listade i Catalogue of Life.